# Drosophila americana
Drosophila americana är en tvåvingeart som beskrevs av Spencer 1938. Drosophila americana ingår i släktet Drosophila och familjen daggflugor.
Artens utbredningsområde är Nordamerika.